# يانيك مورو (سياسي)
يانيك مورو ، ولد يوم 4 اوت 1975 في نانت ، هو سياسي فرنسي .
بعد أن كان عمدة أولون سور مير من 2008 إلى 2015 ومن 2017 إلى 2018 ومستشارًا إقليميًا 2010-2012 ونائبًا 2012-2017، تم انتخابه رئيسًا لمجتمع التجمعات السكنية في ليه سابل -د. أولون في عام 2017 ورئيس بلدية بلدية سابل دولون الجديدة في عام 2019.

## المذكرات و المراجع
1. ↑  Répertoire national des élus (بالفرنسية), 9 avril 2019, QID:Q63762917 {{استشهاد}}: تحقق من التاريخ في: |publication-date= (help)